# المريض رقم صفر (فلم)
المريض رقم صفر (بالإنجليزية: Patient Zero) هو فيلم رعب تم انتاجه في المملكة المتحدة والولايات المتحدة وصدر سنة 2018 من بطولة ستانلي توتشي ومات سميث وناتالي دورمر.

## القصة
ينتشر وباء عالمي يصيب الجنس البشري في كل مكان على الأرض ويحولهم إلى اشخاص عنيفين يتصرفون كالزومبي ، يمتلك أحد الأشخاص موهبة القدرة على التخاطب مع الأشخاص المصابين بلغتهم، يسعى هذا الشخص لتأمين حياة الناجين والهروب من المصابين في مطاردة بهدف الوصول للعلاج من خلال مريض معين.

## روابط خارجية
- مقالات تستعمل روابط فنية بلا صلة مع ويكي بيانات